# Somalia i olympiska sommarspelen 1988
Somalia deltog med en trupp i de olympiska sommarspelen 1988, men ingen av landets deltagare erövrade någon medalj.

## Friidrott
Herrarnas maraton
- Mohiddin Mohammed Kulmiye – 2:28,10 (→ 91:a plats)